# روس هنتر (سياسي)
روس هنتر (بالإنجليزية: Ross Hunter)‏ هو سياسي أمريكي، ولد في 15 سبتمبر 1961 بفيلادلفيا في الولايات المتحدة. حزبياً، نشط في الحزب الديمقراطي. وقد انتخب عضو مجلس نواب واشنطن.